# Peraboa
Peraboa es una freguesia portuguesa del concelho de Covilhã, en el distrito de Castelo Branco, con 30,60 km² de superficie y 953 habitantes (2011). Su densidad de población es de 31,1 hab/km².
Peraboa se encuentra a 16 km de la cabecera del concelho, en la margen izquierda del río Cécere, y está compuesta por los núcleos de Castanheira de Baixo, Castanheira de Cima, Lomba do Freixo, Peraboa, Quintas da França y Quintas da Serra.
En Peraboa se encuentra el Museu do Queijo ("Museo del Queso"), único en la región, que permite tanto un recorrido estrictamente museológico como otro gastronómico.